# Lotta greco-romana ai Giochi della VIII Olimpiade - Pesi medio-massimi
La competizione della categoria pesi medio-massimi (fino a 82,5 kg) di lotta greco-romana dei Giochi della VIII Olimpiade si è svolta dal 6 al 10 luglio 1924 al Vélodrome d'hiver a Parigi.

## Formato
Torneo con eliminazione alla seconda sconfitta. 

## Risultati
| Legenda                               | Legenda |
| ------------------------------------- | ------- |
| Lottatore senza sconfitte             |         |
| Lottatore con una sconfitta           |         |
| Lottatore con due sconfitte Eliminato |         |

### Primo turno
Si è disputato il giorno 6 luglio.
| Atleta           |       | Atleta           | Ris.      |
| ---------------- | ----- | ---------------- | --------- |
| Carl Westergren  | batte | Rudolf Svensson  | Schienato |
| Seyfi Berksoy    | batte | Émile Walhem     | Ai punti  |
| František Tázler | batte | Axel Tetens      | Ai punti  |
| Arnolds Baumanis | batte | Franz Sax        | Ai punti  |
| Svend Nielsen    | batte | Jan Muijs        | Ai punti  |
| Béla Varga       | batte | Dante Ceccatelli | Schienato |
| Emil Wecksten    | batte | Rudolf Loo       | Ai punti  |
| István Dömény    | batte | Paul Bonnefont   | Schienato |
| Onni Pellinen    | batte | Stevan Nađ       | Ai punti  |
| Antonie Misset   | batte | Jean Baumert     | Schienato |
| Ibrahim Moustafa | batte | Bruto Testoni    | Schienato |

### Secondo turno
Si è disputato il giorno 7 luglio.
| Atleta           |       | Atleta           | Ris.      |
| ---------------- | ----- | ---------------- | --------- |
| Carl Westergren  | batte | František Tázler | Schienato |
| Rudolf Svensson  | batte | Seyfi Berksoy    | Schienato |
| Axel Tetens      | batte | Franz Sax        | Ai punti  |
| Svend Nielsen    | batte | Arnolds Baumanis | Schienato |
| Béla Varga       | batte | Jan Muijs        | Schienato |
| Emil Wecksten    | batte | Dante Ceccatelli | Ai punti  |
| Rudolf Loo       | batte | Paul Bonnefont   | Schienato |
| Onni Pellinen    | batte | István Dömény    | Schienato |
| Antonie Misset   | batte | Stevan Nađ       | Ai punti  |
| Ibrahim Moustafa | batte | Jean Baumert     | Schienato |
| Bruto Testoni    |       |                  | DNF       |
| Émile Walhem     |       |                  | DNF       |

### Terzo turno
Si è disputato il giorno 8 luglio.
| Atleta           |       | Atleta         | Ris.      |
| ---------------- | ----- | -------------- | --------- |
| Carl Westergren  | batte | Axel Tetens    | Ai punti  |
| Rudolf Svensson  | batte | Svend Nielsen  | Schienato |
| Emil Wecksten    | batte | Béla Varga     | Ai punti  |
| Rudolf Loo       | batte | István Dömény  | Schienato |
| Onni Pellinen    | batte | Antonie Misset | Ai punti  |
| Ibrahim Moustafa |       | Riposo         |           |
| Arnolds Baumanis |       |                | DNF       |
| Seyfi Berksoy    |       |                | DNF       |
| František Tázler |       |                | DNF       |

### Quarto turno
Si è disputato nei giorni 8 e 9 luglio.
| Atleta           |       | Atleta         | Ris.        |
| ---------------- | ----- | -------------- | ----------- |
| Ibrahim Moustafa | batte | Antonie Misset | Per forfait |
| Carl Westergren  | batte | Béla Varga     | Ai punti    |
| Rudolf Svensson  | batte | Emil Wecksten  | Ai punti    |
| Onni Pellinen    | batte | Rudolf Loo     | Ai punti    |
| Svend Nielsen    |       |                | DNF         |

### Quinto turno
Si è disputato nei giorni 9 e 10 luglio.
| Atleta          |       | Atleta           | Ris.      |
| --------------- | ----- | ---------------- | --------- |
| Rudolf Svensson | batte | Ibrahim Moustafa | Ai punti  |
| Carl Westergren | batte | Emil Wecksten    | Schienato |
| Onni Pellinen   |       | Riposo           |           |

### Sesto turno
Si è disputato il giorno 10 luglio.
| Atleta          |       | Atleta           | Ris.     |
| --------------- | ----- | ---------------- | -------- |
| Rudolf Svensson | batte | Onni Pellinen    | Ai punti |
| Carl Westergren | batte | Ibrahim Moustafa | Ai punti |

### Turno finale
| Atleta          |       | Atleta          | Ris.     |
| --------------- | ----- | --------------- | -------- |
| Carl Westergren | batte | Rudolf Svensson | Ai punti |

## Classifica finale
| Pos.    | Atleta           | Nazione        | Vittorie | Sconfitte |
| ------- | ---------------- | -------------- | -------- | --------- |
| Oro     | Carl Westergren  | Svezia         | 7        | 0         |
| Argento | Rudolf Svensson  | Svezia         | 5        | 2         |
| Bronzo  | Onni Pellinen    | Finlandia      | 4        | 1         |
| 4       | Ibrahim Moustafa | Egitto         | 3        | 2         |
| 5       | Emil Wecksten    | Finlandia      | 3        | 2         |
| 6       | Antonie Misset   | Paesi Bassi    | 2        | 2         |
| 6       | Béla Varga       | Ungheria       | 2        | 2         |
| 6       | Rudolf Loo       | Estonia        | 2        | 2         |
| 9       | Svend Nielsen    | Danimarca      | 2        | 2         |
| 10      | Axel Tetens      | Danimarca      | 1        | 2         |
| 10      | István Dömény    | Ungheria       | 1        | 2         |
| 12      | Arnolds Baumanis | Lettonia       | 1        | 2         |
| 12      | František Tázler | Cecoslovacchia | 1        | 2         |
| 12      | Seyfi Berksoy    | Turchia        | 1        | 2         |
| 15      | Dante Ceccatelli | Italia         | 0        | 2         |
| 15      | Franz Sax        | Austria        | 0        | 2         |
| 15      | Jan Muijs        | Paesi Bassi    | 0        | 2         |
| 15      | Jean Baumert     | Francia        | 0        | 2         |
| 15      | Paul Bonnefont   | Francia        | 0        | 2         |
| 15      | Stevan Nađ       | Jugoslavia     | 0        | 2         |
| 21      | Bruto Testoni    | Italia         | 0        | 1         |
| 21      | Émile Walhem     | Belgio         | 0        | 1         |